# Сетеш
Сетеш, також Сітеч (пол. Sietesz) — село на Закерзонні в Польщі, у гміні Каньчуга Переворського повіту Підкарпатського воєводства.
Населення — 1624 особи (2011).

## Історія
Після захоплення Галичини поляками Оттон Пілицький надавав лицарю Вербенці село Микуличі в 1375 р., називаючи в цьому ж документі сусідні села Сетеш, Нижатичі, Острів. Тоді ж початі латинізація та полонізація місцевого українського населення лівобережного Надсяння, зокрема вже до 1391 р. утворили латинську парафію. Після смерті Оттона Пілицького всі довколишні села були у власності його доньки Ельжбети Грановської, яка 2 травня 1415 р. вийшла заміж за короля Владислава II Ягайла і Сетеш став королівською власністю. В 1515 р. село входило до каньчуцького ключа Перемишльської землі Руського воєводства. Наявна в селі церква була спалена татарами і вже не відновлена. На місці спаленої церкви збудований був уже костел.
У 1831 р. в селі залишився єдиний греко-католик, який належав до парафії Кречовичі Каньчуцького деканату Перемишльської єпархії.
Відповідно до «Географічного словника Королівства Польського» в 1889 р. Сетеш знаходився у Ланцутському повіті Королівства Галичини і Володимирії, було 313 будинків (з них 18 на хуторі Липник і 9 на землях фільварку) і 1777 мешканців (1744 римо-католики, 1 греко-католик і 32 юдеї).
У 1975-1998 роках село належало до Перемишльського воєводства.
У селі розташований неоготичний костел, збудований у 1906—1910 роках за проектом Міхала Ковальчука. Всередині розміщено частину барокового убранства від попереднього храму. Зберігся маєток родини Ластавецьких, який походить із XVIII століття. Сучасником маєтку був парк, видозмінений у XIX ст. Збереглась родинна каплиця-усипальниця Ластавецьких із другої половини XIX ст. Неподалік села починається заповідник Гусувка.

## Демографія
Демографічна структура станом на 31 березня 2011 року:
|          | Загалом | Допрацездатний вік | Працездатний вік | Постпрацездатний вік |
| -------- | ------- | ------------------ | ---------------- | -------------------- |
| Чоловіки | 810     | 166                | 530              | 114                  |
| Жінки    | 814     | 151                | 429              | 234                  |
| Разом    | 1624    | 317                | 959              | 348                  |

## Зовнішні посилання
- Sietesz // Słownik geograficzny Królestwa Polskiego. — Warszawa : Druk «Wieku», 1889. — Т. X. — S. 601. (пол.)

| Підкарпатське воєводство | Це незавершена стаття про Підкарпатське воєводство. Ви можете допомогти проєкту, виправивши або дописавши її. |